# 宇佐美泰一郎
宇佐美 泰一郎（うさみ たいいちろう、1962年（昭和37年）12月28日 - 令和4年3月1日）は、日本の経営者。経営コンサルタント。株式会社ニューポート 代表取締役。経営者育成道場 ダイブツ塾 塾長。
元松下電器産業（現パナソニック）顧問コンサルタント（1989年〜1999年までの10年間）。
早稲田大学理工学部経営システム工学科卒業。 松下政経塾（7期）卒塾。
中小企業診断士。環境プランナー ERとして 環境プランニング学会 に加盟。

## 人物像
1962年12月28日、名古屋市西区に生まれる。 地元名古屋でも有数の製菓業を営む父親の元に生まれるが、小学校一年生の時に会社が倒産。 債権者から追いたてられ、貧困から這い上がろうとする家族の中で育ち、『経営の本質を追究する』ことが生涯の目的となった。
早稲田大学では経営システム工学という情報理論をもとにした理科系の経営学を専攻。 特に西洋の近代合理主義、要素還元主義とは相反する東洋の全体主義をベースにおいてシステムズ・アプローチを研究する。大学卒業後は、『経営の神様　松下幸之助』の直弟子になるべく、松下政経塾の門を叩く。
「経営の本質を追究するならば立て直しをせよ」との松下幸之助翁の教えを貫き、以後『改革のプロフェッショナル』として活動。
1988年パナソニック（当時松下電器産業）と顧問コンサルタントとして契約。以後、1988年 国際パソコン通信『GANDAM』のプロジェクトでは自ら世界中を飛び回り、世界30カ国の国籍の異なる200名を超えるメンバーをリーダーとして指揮した。
また1989年より始まる改革支援チーム「ゴーストバスターズ」の活動では彼独自の改革手法を開発、確立させ、 10年間パナソニックグループ内外の改革の指導にあたった。これらの活動はマスコミにも多数取り上げられている。
1999年からは松下電器を離れフリーとなり、NTT、富士通他の有名大企業から、中小企業まで、25年間で数多くの改革の支援に当たる。1995年から2004年まで映画監督さかはらあつしは宇佐美の主催する株式会社ニューポートの役員を務め宇佐美はさかはらの作品作り、創造技法の着想に大きな影響を与えた。
郵政民営化の時には当時の郵政事業庁（現在の日本郵政）の松井浩長官から直々に改革を指導して欲しいと呼び出され、経営幹部50名の前で講義を行ったという逸話もある。
単なる理論だけでなく、現場での数多くの改革の経験に基づく実践を踏まえた対話型の独自の経営者教育は大変ユニークであり、経営者、受講生からの評価も高い。
2021年、「改革出来る経営者。組織に創造と改革という革新(チェンジ)を起こせるチェンジ・リーダーの育成」を目的に経営者育成道場 ダイブツ塾を創設。塾長に就任。
e-ラーニングとZoom会議によりオールリモートの完全コロナ対応プログラム。少人数精鋭主義で対話重視。全国から塾生を厳選して募集。自修自得の道場方式で、チェンジ・リーダーに必要な胆力と実践力をスパルタ式で鍛え上げる。
また、ダイブツ塾の創設に当たり「運」と「愛嬌」での人物眼を「素直」と「熱心さ」に改めることにより師松下幸之助翁を遂に超克する。

## 経歴
1968年（昭和37年）
- 12月28日 名古屋市西区大野木にて、父・元康、母・育代の長男として生まれる。

1969年（昭和44年）
- 4月 名古屋市立大野木小学校入学。満7歳

この年、父親の経営する会社が倒産。債権者に追われ、貧乏にあえぐ家族の中で『経営の本質を究める』ことが生涯の目的となる。
1978年（昭和53年）
- 4月 東海高校入学

1981年（昭和56年）
- 3月 東海高校卒業

1986年（昭和61年）
- 3月 早稲田大学理工学部経営システム工学科 卒業

1988年（昭和63年）
- 3月 松下政経塾 卒塾 [9]
- 11月 松下電器産業（現パナソニック）の契約社員[7]。

1989年（平成元年）
- 11月27日 松下幸之助の誕生日を選んで、27歳で 株式会社ニューポート を設立。代表取締役に就任[10]。
- 12月 松下電器産業（現：パナソニック）と専属顧問コンサルタント契約。1999年までの10年間、顧問コンサルタントを務める。

## 実績
1986年（昭和61年）
- 松下政経塾のパソコンネットワーク『政経ネット』を構築[11][12]

1987年（昭和62年）
- 4月　アメリカ、ワシントンD.Cのメタネット（メタシステムズ・デザイン・グループ社）へのインターンとして留学。組織変革理論の大家、フランク・バーンズに師事。アメリカ民主党アルバート・ゴア候補（後の副大統領、ノーベル平和賞）の初の大統領選挙での日本人スタッフとして活動[13][14][15]。

1988年（昭和63年）
- 11月　松下電器産業（現パナソニック）と契約社員として業務委託契約を結ぶ。平田雅彦副社長（当時の経理担当役員）が率いる経理部門を中心とした、全社改革チームVision―’90に参加[7]。
- 国際パソコン通信『GANDAM』のプロジェクトを開始。当時の松下の海外拠点である30カ国100拠点の製造・販売会社のパソコン通信によるネットワークの構築運営のプロジェクト・リーダー。この時の経験を含め、今日まで含めて40カ国以上の海外渡航歴がある[16][17][18][19]。

1989年（平成元年）
- 松下電器の改革支援チーム『ゴーストバスターズ』の活動に顧問コンサルタントして、改革活動の指導や改革手法の開発、改革リーダーの育成などを指導。この活動をきっかけとして、松下幸之助翁の教えである『経営の本質を追求するならば立て直しを実践せよ。』の言葉通り、以後20年以上にわたり一貫して、『改革のプロフェッショナル』としての活動を続け、生涯の目標である経営の本質の追求を行う[20][21][22]。

1995年（平成7年）
- 8月　日本初の地域プロバイダー　徳島のマンダラネット事業の立ち上げをニューポートとして請け負う[23][24][25][26]。
- 10月　松下政経塾発行雑誌『地域から日本を変える』（1995年10月号）において巻頭特集ドキュメント『道なき時代の改革請負人』として取り上げられる[7]。
- 12月25日　ベートーヴェンの交響曲第9番『合唱』の日本初の初演にちなんだ国際プロジェクトのリーダー。世界15カ国80名のボランティアスタッフの指揮に当たる。この時の物語『友情という名の交響曲』は、世界9カ国語に翻訳されインターネットで発信。インターネット元年のこの年、この模様はインターネットの本格的な国際的活用事例として、国内ではNHK初め朝日新聞などの国内大手新聞のみならずドイツをはじめとする世界中のメディアに取り上げられる[27][28][29][30]。
- この頃、映画監督のさかはらあつしに出会い取締役に招聘する。

1996年（平成8年）
- 松下電器産業の全社改革チームの事務局を外部コンサルタントとして指導。『ナショナル・リース事件』に端を発し始まった、森下洋一社長（当時）の全社改革で　特に経理本部を中心にしたこの松下電器産業全社の改革活動にゴーストバスターズチームがこの活動の事務局を担当し。この際、顧問コンサルタントとして活動全体の指導に当たる[31]。

2001年（平成13年）
- 郵政事業庁（現日本郵政）の当時の松井浩郵政事業庁長官から呼び出しを受け、「巨大組織における改革」と称し、当時の幹部50名の前で講義を行う。小泉首相(当時)による郵政改革の本番を間近に控え、松下電器、NTTでの巨大組織の改革の実績を元に、改革のノウハウを伝授する[3]。

2021年（令和3年）
- 「組織に創造と改革という革新(チェンジ)を起こせるチェンジ・リーダーの育成」を目的に経営者育成道場 ダイブツ塾を創設。塾長に就任。[32]

## 著作
著書
- 木村孝　共著（1989年）『パソコン通信はあなたの組織を変革する』東京書店 ISBN 978-4885748011
- 「システムズ・アプローチによる改革の実践」（1992年）ニューポート刊
- 「改革の志の立て方」（1994年）ニューポート刊

論文
- 「変革期におけるトップマネジメントに関する研究」（1986年）株式会社ニューポート
- 「高度情報化社会の本質」（1987）株式会社ニューポート
- 『師と志』「事業部制と松下幸之助の経営理念」（1991年）松下政経塾 株式会社ニューポート
- 『松下政経塾 塾報』「混迷期における改革」（1995年）松下政経塾 株式会社ニューポート
- 『アクセスさいたま巻頭論文 2005年1月号特集記事』「経営革新、そのやり方では失敗する～成功のための心得九か条～」（2005年）埼玉県中小企業振興公社
- 『企業診断 2005年2月号』「現実のものとして売上を上げる　ソリューション営業力強化プログラム」（2005年）同友館
- 『人材教育 2006年11月号 チェンジ・エージェントが会社を変える』「変化をチャンスと捉え、継続的な変革へと促す役割を担う」（2006年）日本能率協会 株式会社ニューポート

連載
- 『通信工業』「アメリカ・テレコム最前線」（1989年4月〜12月）通信機械工業会 株式会社ニューポート

講義録
- 講演録『松下幸之助の秘密』（1995年）京都政経塾 株式会社ニューポート

自費出版その他
- マスコミ掲載記事集『改革請負人があなたの組織を変革する』（1999年）ニューポート発行